# 11-та паралель північної широти
11-та паралель північної широти — лінія широти, що лежить на 11 градусів північніше земної екваторіальної площини. Вона проходить через Африку, Індійський океан, Південну Азію, Південно-Східну Азію, Тихий океан, Центральну Америку, Південну Америку та Атлантичний океан.
По 11 паралелі був встановлений кордон між британськими колоніями в Гані та французькою Верхньою Вольтою (нині Буркіна-Фасо) що було зафіксованого договором на Паризькій конференціхї 1898 року. Насправді кордон між Ганою та Буркіна-Фасо не проходить строго по цій паралелі, а слідує їй приблизно, кілька разів перетинаючи паралель.
На цій широті під час літнього сонцестояння сонце видно 12 годин 46 хвилин, а під час зимового сонцестояння — 11 годин 19 хвилин.
У Таїланді резолюція кабінету міністрів від 1966 року обмежує права нетайських компаній на розвідку та видобуток корисних копалин на північ від цієї паралелі.

## Список географічних об'єктів, що перетинає 11° пн. ш.
Починаючи з Гринвіцького меридіану та рухаючись на схід, 11-та паралель північної широти проходить через:
| Координати                                                   | Країна, територія або море       | Примітки |
| ------------------------------------------------------------ | -------------------------------- | --- |
| 11°0′ пн. ш. 0°0′ сх. д. / 11.000° пн. ш. 0.000° сх. д.      | Гана                             | |
| 11°0′ пн. ш. 0°2′ сх. д. / 11.000° пн. ш. 0.033° сх. д.      | Того                             | |
| 11°0′ пн. ш. 0°30′ сх. д. / 11.000° пн. ш. 0.500° сх. д.     | Буркіна-Фасо                     | |
| 11°0′ пн. ш. 0°55′ сх. д. / 11.000° пн. ш. 0.917° сх. д.     | Бенін                            | |
| 11°0′ пн. ш. 3°45′ сх. д. / 11.000° пн. ш. 3.750° сх. д.     | Нігерія                          | |
| 11°0′ пн. ш. 13°46′ сх. д. / 11.000° пн. ш. 13.767° сх. д.   | Камерун                          | |
| 11°0′ пн. ш. 15°3′ сх. д. / 11.000° пн. ш. 15.050° сх. д.    | Чад                              | |
| 11°0′ пн. ш. 22°28′ сх. д. / 11.000° пн. ш. 22.467° сх. д.   | Центральноафриканська Республіка | Проходить через крайню північ країни — приблизно на 8 км |
| 11°0′ пн. ш. 22°32′ сх. д. / 11.000° пн. ш. 22.533° сх. д.   | Чад                              | |
| 11°0′ пн. ш. 22°54′ сх. д. / 11.000° пн. ш. 22.900° сх. д.   | Судан                            | |
| 11°0′ пн. ш. 32°25′ сх. д. / 11.000° пн. ш. 32.417° сх. д.   | Південний Судан                  | |
| 11°0′ пн. ш. 33°14′ сх. д. / 11.000° пн. ш. 33.233° сх. д.   | Судан                            | |
| 11°0′ пн. ш. 34°58′ сх. д. / 11.000° пн. ш. 34.967° сх. д.   | Ефіопія                          | |
| 11°0′ пн. ш. 41°48′ сх. д. / 11.000° пн. ш. 41.800° сх. д.   | Джибуті                          | |
| 11°0′ пн. ш. 42°27′ сх. д. / 11.000° пн. ш. 42.450° сх. д.   | Ефіопія                          | |
| 11°0′ пн. ш. 42°47′ сх. д. / 11.000° пн. ш. 42.783° сх. д.   | Джибуті                          | |
| 11°0′ пн. ш. 42°58′ сх. д. / 11.000° пн. ш. 42.967° сх. д.   | Сомалі                           | Сомаліленд |
| 11°0′ пн. ш. 43°39′ сх. д. / 11.000° пн. ш. 43.650° сх. д.   | Аденська затока                  | |
| 11°0′ пн. ш. 47°6′ сх. д. / 11.000° пн. ш. 47.100° сх. д.    | Сомалі                           | Сомаліленд та Пунтленд |
| 11°0′ пн. ш. 51°7′ сх. д. / 11.000° пн. ш. 51.117° сх. д.    | Індійський океан                 | Аравійське море Проходить між островами Бангарам[en] та Аміні[en] (Лакшадвіп, Індія) Лаккадівське море                                                                               |
| 11°0′ пн. ш. 75°51′ сх. д. / 11.000° пн. ш. 75.850° сх. д.   | Індія                            | Керала Тамілнад — проходить через Коїмбатур Пудучеррі — приблизно на 4 км |
| 11°0′ пн. ш. 79°51′ сх. д. / 11.000° пн. ш. 79.850° сх. д.   | Індійський океан                 | Бенгальська затока Проходить між островами Ратленд та Малий Нікобар[en] (Андаманські і Нікобарські острови, Індія) Андаманське море — проходить північніше острова Лампі[en], М'янма |
| 11°0′ пн. ш. 98°26′ сх. д. / 11.000° пн. ш. 98.433° сх. д.   | М'янма                           | Проходить через острів Кауєкюн |
| 11°0′ пн. ш. 99°6′ сх. д. / 11.000° пн. ш. 99.100° сх. д.    | Таїланд                          | |
| 11°0′ пн. ш. 99°29′ сх. д. / 11.000° пн. ш. 99.483° сх. д.   | Сіамська затока                  | |
| 11°0′ пн. ш. 103°6′ сх. д. / 11.000° пн. ш. 103.100° сх. д.  | Камбоджа                         | |
| 11°0′ пн. ш. 103°25′ сх. д. / 11.000° пн. ш. 103.417° сх. д. | Затока Кампонгсом[en]            | |
| 11°0′ пн. ш. 103°39′ сх. д. / 11.000° пн. ш. 103.650° сх. д. | Камбоджа                         | |
| 11°0′ пн. ш. 105°42′ сх. д. / 11.000° пн. ш. 105.700° сх. д. | В'єтнам                          | Приблизно на 10 км |
| 11°0′ пн. ш. 105°47′ сх. д. / 11.000° пн. ш. 105.783° сх. д. | Камбоджа                         | |
| 11°0′ пн. ш. 106°12′ сх. д. / 11.000° пн. ш. 106.200° сх. д. | В'єтнам                          | Проходить північніше Хошиміна, через Тхузаумот |
| 11°0′ пн. ш. 108°21′ сх. д. / 11.000° пн. ш. 108.350° сх. д. | Південнокитайське море           | Проходить через спірні острови Спратлі |
| 11°0′ пн. ш. 119°16′ сх. д. / 11.000° пн. ш. 119.267° сх. д. | Філіппіни                        | Проходить через острів Палаван |
| 11°0′ пн. ш. 119°30′ сх. д. / 11.000° пн. ш. 119.500° сх. д. | Море Сулу                        | Проходить через острови Куйо[en], Філіппіни |
| 11°0′ пн. ш. 122°2′ сх. д. / 11.000° пн. ш. 122.033° сх. д.  | Філіппіни                        | Проходить через острів Панай |
| 11°0′ пн. ш. 122°51′ сх. д. / 11.000° пн. ш. 122.850° сх. д. | Протока Гуймарас[en]             | |
| 11°0′ пн. ш. 123°11′ сх. д. / 11.000° пн. ш. 123.183° сх. д. | Філіппіни                        | Проходить через острів Негрос (через крайню північну точку) |
| 11°0′ пн. ш. 123°12′ сх. д. / 11.000° пн. ш. 123.200° сх. д. | Море Вісаян                      | |
| 11°0′ пн. ш. 123°56′ сх. д. / 11.000° пн. ш. 123.933° сх. д. | Філіппіни                        | Проходить через острів Себу |
| 11°0′ пн. ш. 124°2′ сх. д. / 11.000° пн. ш. 124.033° сх. д.  | Море Камотес                     | |
| 11°0′ пн. ш. 124°26′ сх. д. / 11.000° пн. ш. 124.433° сх. д. | Філіппіни                        | Проходить через острів Лейте |
| 11°0′ пн. ш. 125°2′ сх. д. / 11.000° пн. ш. 125.033° сх. д.  | Тихий океан                      | |
| 11°0′ пн. ш. 125°37′ сх. д. / 11.000° пн. ш. 125.617° сх. д. | Філіппіни                        | Проходить через острів Манікані[en] |
| 11°0′ пн. ш. 125°39′ сх. д. / 11.000° пн. ш. 125.650° сх. д. | Тихий океан                      | |
| 11°0′ пн. ш. 125°47′ сх. д. / 11.000° пн. ш. 125.783° сх. д. | Філіппіни                        | Проходить через острів Калікоан[en] |
| 11°0′ пн. ш. 125°48′ сх. д. / 11.000° пн. ш. 125.800° сх. д. | Тихий океан                      | Проходить південніше атолів Аілінгінае[en] та Ронгелап, Маршаллові Острови Проходить південніше атола Токе[en], Маршаллові Острови                                                   |
| 11°0′ пн. ш. 85°43′ зх. д. / 11.000° пн. ш. 85.717° зх. д.   | Коста-Рика                       | |
| 11°0′ пн. ш. 85°4′ зх. д. / 11.000° пн. ш. 85.067° зх. д.    | Нікарагуа                        | |
| 11°0′ пн. ш. 84°49′ зх. д. / 11.000° пн. ш. 84.817° зх. д.   | Коста-Рика                       | |
| 11°0′ пн. ш. 84°29′ зх. д. / 11.000° пн. ш. 84.483° зх. д.   | Нікарагуа                        | |
| 11°0′ пн. ш. 83°47′ зх. д. / 11.000° пн. ш. 83.783° зх. д.   | Карибське море                   | |
| 11°0′ пн. ш. 74°47′ зх. д. / 11.000° пн. ш. 74.783° зх. д.   | Колумбія                         | Проходить через Барранкілью |
| 11°0′ пн. ш. 74°34′ зх. д. / 11.000° пн. ш. 74.567° зх. д.   | Карибське море                   | |
| 11°0′ пн. ш. 74°17′ зх. д. / 11.000° пн. ш. 74.283° зх. д.   | Колумбія                         | |
| 11°0′ пн. ш. 72°31′ зх. д. / 11.000° пн. ш. 72.517° зх. д.   | Венесуела                        | |
| 11°0′ пн. ш. 71°37′ зх. д. / 11.000° пн. ш. 71.617° зх. д.   | Карибське море                   | Венесуельська затока |
| 11°0′ пн. ш. 71°12′ зх. д. / 11.000° пн. ш. 71.200° зх. д.   | Венесуела                        | |
| 11°0′ пн. ш. 68°19′ зх. д. / 11.000° пн. ш. 68.317° зх. д.   | Карибське море                   | Проходить північніше острова Ла-Тортуга[en], Венесуела |
| 11°0′ пн. ш. 64°23′ зх. д. / 11.000° пн. ш. 64.383° зх. д.   | Венесуела                        | Проходить через острів Маргарита |
| 11°0′ пн. ш. 63°47′ зх. д. / 11.000° пн. ш. 63.783° зх. д.   | Карибське море                   | Проходить між островами Тринідад та Тобаго, Тринідад і Тобаго |
| 11°0′ пн. ш. 61°0′ зх. д. / 11.000° пн. ш. 61.000° зх. д.    | Атлантичний океан                | Проходить південніше островів Біжаґош, Гвінея-Бісау |
| 11°0′ пн. ш. 15°14′ зх. д. / 11.000° пн. ш. 15.233° зх. д.   | Гвінея-Бісау                     | |
| 11°0′ пн. ш. 14°57′ зх. д. / 11.000° пн. ш. 14.950° зх. д.   | Гвінея                           | |
| 11°0′ пн. ш. 8°41′ зх. д. / 11.000° пн. ш. 8.683° зх. д.     | Малі                             | |
| 11°0′ пн. ш. 8°31′ зх. д. / 11.000° пн. ш. 8.517° зх. д.     | Гвінея                           | |
| 11°0′ пн. ш. 8°17′ зх. д. / 11.000° пн. ш. 8.283° зх. д.     | Малі                             | |
| 11°0′ пн. ш. 5°29′ зх. д. / 11.000° пн. ш. 5.483° зх. д.     | Буркіна-Фасо                     | |
| 11°0′ пн. ш. 2°50′ зх. д. / 11.000° пн. ш. 2.833° зх. д.     | Гана                             | Приблизно на 8 км |
| 11°0′ пн. ш. 2°46′ зх. д. / 11.000° пн. ш. 2.767° зх. д.     | Буркіна-Фасо                     | |
| 11°0′ пн. ш. 1°35′ зх. д. / 11.000° пн. ш. 1.583° зх. д.     | Гана                             | |
| 11°0′ пн. ш. 1°24′ зх. д. / 11.000° пн. ш. 1.400° зх. д.     | Буркіна-Фасо                     | |
| 11°0′ пн. ш. 1°7′ зх. д. / 11.000° пн. ш. 1.117° зх. д.      | Гана                             | Приблизно на 9 км |
| 11°0′ пн. ш. 1°3′ зх. д. / 11.000° пн. ш. 1.050° зх. д.      | Буркіна-Фасо                     | |
| 11°0′ пн. ш. 0°50′ зх. д. / 11.000° пн. ш. 0.833° зх. д.     | Гана                             | Приблизно на 2 км |
| 11°0′ пн. ш. 0°48′ зх. д. / 11.000° пн. ш. 0.800° зх. д.     | Буркіна-Фасо                     | |
| 11°0′ пн. ш. 0°30′ зх. д. / 11.000° пн. ш. 0.500° зх. д.     | Гана                             | |